# Anusuya Chinsamy-Turan
Anusuya Chinsamy-Turan est une paléontologue sud-africaine spécialiste des vertébrés, connue pour son expertise et ses apports dans l'étude de la microstructure des dents fossiles et des os des vertébrés éteints et actuels. Elle était à la tête du Département de Sciences Biologiques (précédemment appelé département de Zoologie) à l'Université du Cap de 2012 à 2015.

## Éducation et carrière
Anusuya Chinsamy-Turan a obtenu un B. Sc. de l'université du Witwatersrand en 1983, et un B. Sc. spécialisé en 1984, un U.H.D.E. (Diplôme Universitaire Supérieur de l'Éducation) de l'Université de Durban-Westville (maintenant appelée Université du KwaZulu-Natal) en 1985, et un Ph. D. en 1991 de l' Université de Witwatersrand. Elle est ensuite partie pour ses activités postdoctorales à l'Université de Pennsylvanie (1992-1994).

## Publications
Elle est l'auteure de quatre livres ; deux ouvrages académiques, The Microstructure of Dinosaur Bone - Deciphering Biology Through Fine Scale Techniques, publié en 2005 par la Johns Hopkins University Press et Forerunners of Mammals -Radiation. Biology publié par l'Indiana University Press en 2012 ; un livre pour enfants, les Fameux dinosaures de l'Afrique, publié en 2008 et Fossiles Pour l'Afrique, publié en 2014 par Cambridge University Press.

## Prix et distinctions
Chinsamy-Turan a reçu le  prix "Distinguished Women Scientist Award" du Ministère Sud-Africain de la Science et de la Technologie (en) en 2002 et a remporté le prix "Femme Sud-Africaine de l'Année" en 2005. La Fondation Nationale pour la Recherche de l'Afrique du Sud (en) lui décerne le "Prix du Président" en 1995 et le "Transformation Award" en 2012.
En 2013, elle a gagné le prix The World Academy of Science (TWAS) sub-saharien pour la Compréhension du Public et la Vulgarisation de la Science. Elle est membre de la Société royale d'Afrique du Sud.

## Sélection de publications
- Chinsamy, A, Buffetaut, E, Angst, D., Canoville, A. 2014. Insight into the growth dynamics and systematic affinities of the Late Cretaceous Gargantuavis from bone microstructure. Naturwissenschaften 101:447-452
- Chinsamy, A., Chiappe, L.,  Marugán-Lobón, J., Chunling, G. and Fengjiao, Z. 2013. Gender Identification of the Mesozoic bird Confuciusornis sanctus. Nature Communications.
- Chinsamy, A. Thomas, D. B., Tumarkin-Deratzian, A. & A. Fiorillo. 2012. Hadrosaurs were perennial polar residents. Anatomical Record, 295 (4): 551–714.
- Jasinoski, S.C. et A. Chinsamy. 2012. Mandibular histology and growth of the non-mammaliaform cynodont Tritylodon. Journal of Anatomy, 220 (6): 564–579.
- Cerda, I. A. & Chinsamy.  2012. Biological Implications of the bone microstructure of the Late Cretaceous ornithopod dinosaur Gasparinisaura cincosaltensis. Journal of Vertebrate Paleontology. 32(2):355-368.
- Chinsamy, A., Codorniu, L. et L. Chiappe. 2009 The Bone Microstructure of Pterodaustro guinazui. Anatomical Record 292: 1462-1477.
- Chinsamy, A., and Tumarkin-Deratzian, A. 2009. Pathological bone tissue in a turkey vulture and a nonavian dinosaur.  Anatomical Record 292: 1478-1484